# Prix Tetrahedron
Le Prix Tetrahedron pour la créativité en chimie organique ou en chimie bioorganique[Quoi ?] et pharmaceutique est attribué chaque année par Elsevier, l'éditeur de la revue Tetrahedron. Il a été créé en 1980 et est remis en l'honneur de Robert Robinson et Robert Burns Woodward, fondateurs des publications Tetrahedron. Le prix consiste en une médaille d'or, un certificat et une récompense de 15 000 $.

## Prix Tetrahedron du jeune chercheur
Les deux prix Tetrahedron du jeune chercheur (prix « Synthèse organique » et prix « chimie bioorganique et pharmaceutique ») ont été créés en 2005 par la revue Tetrahedron. Ils sont remis chaque année à deux personnes âgées de moins de 40 ans qui ont fait preuve d'une « créativité et d'un dévouement exceptionnels » dans leur domaine. Raphaël Rodriguez,, lauréat 2018, est le premier Français à se voir décerner le prix.

## Les lauréats
Les lauréats du prix Tetrahedron sont :
- 2022 : Chi-Huey Wong
- 2021 : Richard Bruce Silverman (en)
- 2020 : Dale L. Boger
- 2019 : Peter G. Schultz
- 2018 : Stephen L. Buchwald et John F. Hartwig (en)
- 2017 : Laura L. Kiessling
- 2016 : Ben Feringa
- 2015 : William L. Jorgensen
- 2014 : Barry Trost et  Jiro Tsuji
- 2013 : Shankar Balasubramanian
- 2012 : Paul Wender
- 2011 : Manfred T. Reetz
- 2010 : Satoshi Ōmura
- 2009 : Steven Ley
- 2008 : Larry E. Overman (en)
- 2007 : James Fraser Stoddart
- 2006 : Hisashi Yamamoto
- 2005 : Bernd Giese
- 2004 : Koji Nakanishi (en)
- 2003 : Robert H. Grubbs et Dieter Seebach
- 2002 : Kyriacos Costa Nicolaou
- 2001 : Yoshito Kishi (en)
- 2000 : Peter Dervan (en)
- 1999 : Henri Kagan
- 1998 : David A. Evans et Teruaki Mukaiyama (en)
- 1997 : Stuart L. Schreiber
- 1996 : Samuel Danishefsky
- 1995 : Alan Battersby et A. Ian Scott
- 1993 : Ryoji Noyori et K. Barry Sharpless
- 1991 : William Summer Johnson
- 1989 : Michael J. S. Dewar
- 1987 : Arthur Birch
- 1985 : Gilbert Stork
- 1983 : Elias J. Corey
- 1981 : Albert Eschenmoser

Les lauréats du prix  Tetrahedron du jeune chercheur sont :
- 2019 : Ryan Shenvi ; Raphaël Rodriguez
- 2018 : Seth Herzon ; Matthew Fuchter
- 2017 : Ang Li ; Xiaoguang Lei
- 2016 : Neil Garg ; Matthew Disney
- 2015 : Yoshiaki Nakao ; Maja Köhn
- 2014 : Sarah E. Reisman ; Rudi Fasan
- 2013 : Melanie Sanford ; Ashraf Brik
- 2012 : Zhang-Jie Shi ; B.G. Davis
- 2011 : F. Dean Toste ; Carolyn R. Bertozzi
- 2010 : Brian Stoltz ; Peter Seeberger
- 2009 : Michael Krische ; Carlos Barbas
- 2008 : Justin du Bois ; Benjamin Cravatt
- 2007 : John Hartwig ; Wilfred van der Donk
- 2006 : Erick Carreira ; Jon Ellman
- 2005 : David MacMillan ; Laura Kiessling